# Tetragonodes asphales
Tetragonodes asphales är en fjärilsart som beskrevs av Louis Beethoven Prout 1916. Tetragonodes asphales ingår i släktet Tetragonodes och familjen mätare. Inga underarter finns listade i Catalogue of Life.